# Heinrich Ignatz Joseph Lumpert
Ignatz Joseph Heinrich Lumpert (* 13. Oktober 1751 in Holzgau; † 9. Juni 1826 in Augsburg) war ein katholischer Theologe und Generalvikar im Bistum Augsburg.

## Leben
Lumpert, der Sohn von Christian und Margaretha, erhielt vom Ortspfarrer den ersten Unterricht. Nach dem Gymnasium in Innsbruck und dem Magister in Philosophie studierte er in Innsbruck von 1773 bis 1777 Theologie und von 1777 bis 1779 Jura. Anschließend trat er in das Priesterseminar der Diözese Augsburg in Pfaffenhausen ein, da seine Heimatgemeinde zu dieser Zeit zum Bistum Augsburg gehörte.
Nach der Priesterweihe am 23. September 1780 in Augsburg wurde er ab 1. Oktober des gleichen Jahres Kaplan und ab 1. Januar 1782 Pfarrvikar in Wittislingen. Vom 20. November 1782 erfüllte er die Aufgabe eines Accessisten und Sekretärs am Generalvikariat in Augsburg. Am 5. Februar 1785 wurde er Professor für Moraltheologie an der Universität Dillingen und gleichzeitig Regens des dortigen Priesterseminar St. Hieronymus. Ab 1794, nach der Amtsenthebung von Johann Michael Sailer, hatte er dessen Lehrstuhl der Moralphilosophie inne.
Fürstbischof Clemens Wenzeslaus von Sachsen berief Lumpert am 12. August 1795 als Wirklichen Geistlichen Rat und Siegler nach Augsburg. Ab diesem Zeitpunkt ändert er seinen Namen und fügt dem Geburtsnamen „Lumper“ ein „t“ hinzu. Mit dem 11. April 1896 wurde er Kanoniker am Kollegiatstift St. Gertrud, und am 12. September 1801 erhielt er ein Kanonikat am Kollegiatstift St. Moritz, beide in Augsburg.
Nach Adressbüchern der Stadt Augsburg lebte Lumpert im Anwesen Litera E 212, heute Äußeres Pfaffengäßchen 7.
Am 21. Oktober 1809 beauftragte ihn Fürstbischof Clemens Wenzeslaus mit der Führung der Geschäfte des Generalvikariats. Nach dem Tod des Bischofs am 27. Juli 1812 wurde er beauftragt, die Geschäfte weiterzuführen. Ab dem 10. September 1821 führte er das Bistum als Apostolischer Vikar. Domdekan am Augsburger Dom wurde er am 1. November 1821. Bischof Joseph Maria von Fraunberg ernannte ihn am 6. Dezember des gleichen Jahres zu seinem Generalvikar. Archidiakon war er ab dem 16. November 1822. Auch bei Bischof Ignaz Albert von Riegg war er ab dem 1. Januar 1825 „Vorstand des Ordinariats I. Sektion“ und Generalvikar. Nach seiner Versetzung in den Ruhestand am 12. November 1825 blieb ihm bis zum Tod nur eine kurze Zeit. Sein Nachfolger im Amt des Generalvikars und nach seinem Tod auch als Domdekan wurde Joseph Weber.

## Gegner des Sailer-Kreis
Lumpert gilt als Gegner der Schüler bzw. Freunde von Johann Michael Sailer.
„Ihr seyd unsre bessten… wenn nur das Aufklärungs- und Neuerungswesen nicht wäre!“, soll Lumpert zu einem Sailer-Schüler gesagt haben.
Lumpert soll Beweise gesammelt haben, dass Sailer ein Illuminat sei. In seinen Vorlesungen sprach er aber von „unserem ausgezeichnetsten Sailer“.
Es wird berichtet: „Lumper stellte sich freundschaftlich gegen Boos; und, was er mit glatten Worten ihm entlockt hatte, das zeigte er jederzeit wieder bei seiner Behörde treulich an.“
1786 ließ Lumpert als Regens die Schreibpulte der Studenten durchsuchen, um daraus Schriften von Lavater, Claudius und Shakespeare zu verbannen.
Unter Lumperts Vorsitz fand 1802 eine Verhandlung gegen Johannes Evangelista Goßner statt, wo diesem seine Anhängerschaft an die Allgäuer Erweckungsbewegung um Martin Boos und Sailer vorgeworfen wurde. Lumpert hat auch in Briefen, Berichten und Zeugnissen gegen Goßner gearbeitet.

## Lumpertsches Manual-Kaplanei-Benefizium
In seinem Testament vom 13. September 1825 errichtete Lumpert die Stiftung zweier Manual Kaplanei-Benefizien an der Wallfahrtskirche Heilig Kreuz in Augsburg mit einem Stammkapital von 25.000 Gulden.
Zudem setzte er für einen „ewigen Jahrtag“ im Augsburger Dom und in Holzgau, für Arme und für Schulen testamentarisch Geldbeträge fest. Für das „Königliche Studienseminar St. Joseph zu St. Stephan“ stiftete er Geld für einen Freiplatz.

## Grab

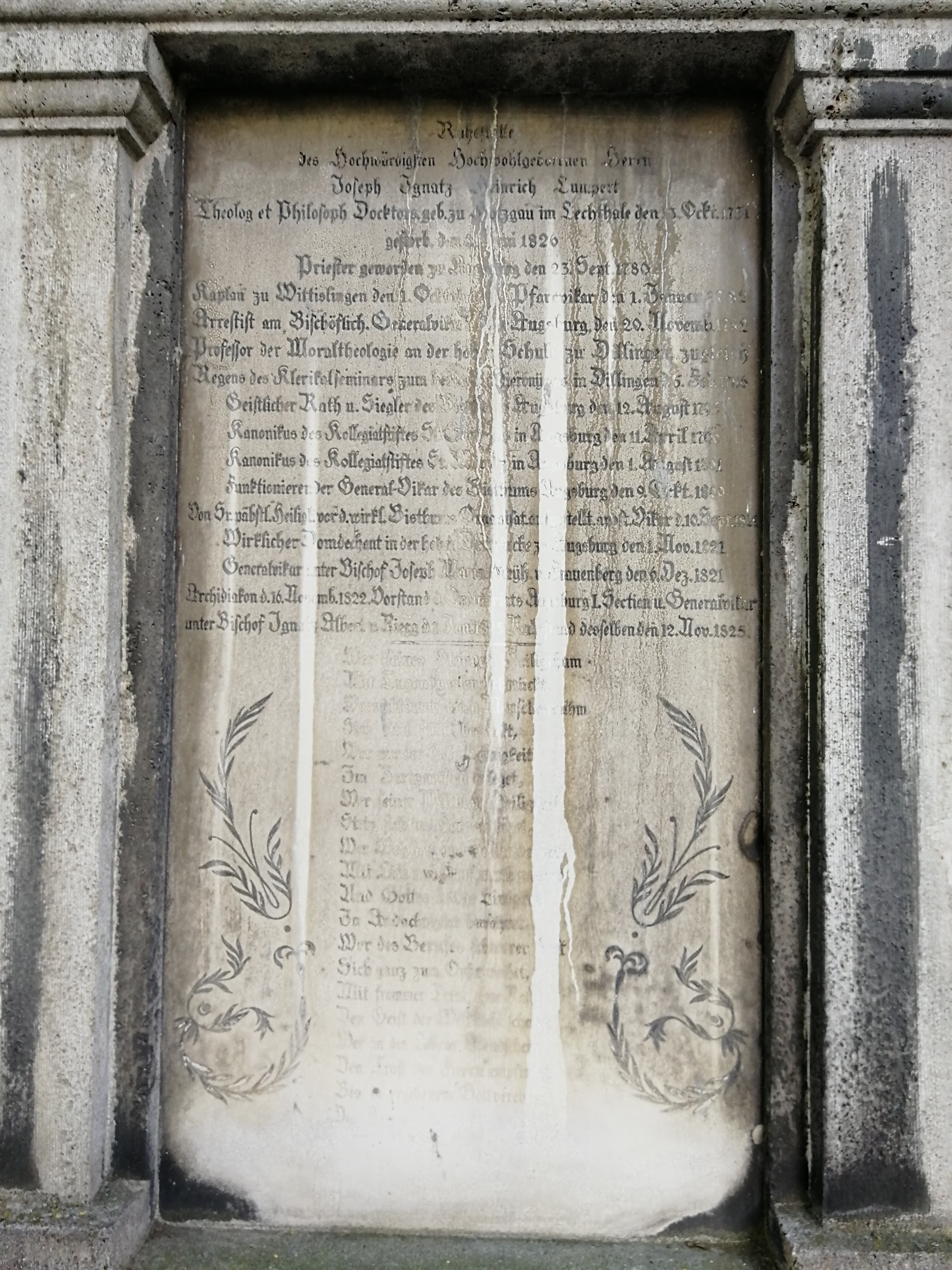
Grabplatte des ehem. Generalvikars und Domdekans Joseph Ignaz Lumpert (1751–1826) an der Außenmauer der Friedhofskirche im Katholischen Friedhof an der Hermanstraße in Augsburg

Lumpert wurde auf dem Katholischen Friedhof an der Hermanstraße in Augsburg bestattet. Die Gedenktafel, die ursprünglich als „stehendes Monomuent“ errichtet war, ist heute an der Außenmauer der Friedhofskirche St. Michael angebracht.
Neben den Lebensdaten ist auch folgendes Gedicht in den Stein graviert:
Wer seines Standes Heiligthum

Mit Tugendperlen schmücket,

Wer nicht durch leeren Menschenruhm,

Sich eitel fühlt, beglücket,

Wer nur der Seele Reinigkeit,

Im Zartgewissen pfleget,

Wer seiner Pflichten Helligkeit

Stets tief im Herzen heget;

Wer Weisheit und Bescheidenheit,

Mit lieb` und Sanftmuth paaret,

und Gottes heilige Einigkeit,

In Andachtsgluth bewahret:

Wer des Berufes schwere Last,

Sich ganz zum Opfer weihet,

Mit frommer Treue ohne Rast,

Den Geist der Welt nicht scheuet.

Wer in des Lebens-Abendschein,

Den Trost des Herrn empfindet,

Bis in ergebenen Gottverein,

Des Auges Leben schwindet.

Nur der

Ruht so sanft wie Er!